# Jelovarnik
Der Jelovarnik (serbisch-kyrillisch Јеловарник') ist mit 71–80 m Fallhöhe der zweithöchste Wasserfall Serbiens. Er befindet sich im Gebirge Kopaonik in Südserbien auf einer Höhe von 1.116 Metern. Der Wasserfall liegt im Nationalpark Kopaonik, etwa 2,5 Kilometer östlich von Pančićev, dem höchsten Gipfel in Kopaonik.

## Entdeckung
Obwohl der Jelovarnik den Einheimischen lange bekannt war, wurde er erst 1998 von Geologen entdeckt. 

## Flora und Fauna
Das Gebiet um den Wasserfall ist sehr tierreich, u. a. mit Bachstelze, Wasseramsel, Sumpfmeise, Neuntöter, Gimpel.
Er ist eingebettet in einen dichten Wald, bestehend aus Balkan-Ahorn, Buchen und Fichten.